# So Emotional
So Emotional ist ein Popsong, der von Billy Steinberg und Tom Kelly geschrieben und zuerst von der amerikanischen Sängerin Whitney Houston gesungen wurde. Narada Michael Walden war der Produzent ihres Originals. In den Vereinigten Staaten wurde das Lied zum Nummer-eins-Hit.
Das Lied handelt von der Liebe und beschreibt die Gefühle, wenn man in jemanden verliebt ist. Dazu singt Houston „I get so emotional baby / Every time I think of you / I get so emotional / Ain't it shocking what love can do“. Die Textautoren von So Emotional, Billy Steinberg und Tom Kelly, waren zuvor schon an Madonnas Like a Virgin, Cyndi Laupers True Colors, Hearts Alone (alles Nummer-eins-Hits in den USA) beteiligt, sowie an der Banglesʼ Eternal Flame (einen weiteren US-Nummer-eins-Hit) und  Linda Ronstadts How Do I Make You.

## Single-Versionen
Das Lied wurde am 12. November 1987 als dritte Single aus ihrem zweiten Album Whitney ausgekoppelt. Auf der 7" Single wurde ein bearbeiteter Remix des Songs mit einer Länge von 4:20 veröffentlicht, auf der CD-Single ein Extended Remix, der 7:51 dauert.

## Musikvideo
Die Regie zum Musikvideo von So Emotional führte Wayne Isham. Das Video zeigt Houston auf Tour und wie sie sich auf ein Konzert vorbereitet. Des Weiteren sieht man im Video ihren Auftritt in der Stabler Arena in Bethlehem (Pennsylvania).

## Kommerzieller Erfolg
So Emotional wurde 1988 in den amerikanischen Billboard Hot 100, Whitneys sechster Nummer-eins-Hit in Folge. Das gelang zuvor nur den The Beatles und den Bee Gees. Es wurde der erste Nummer-eins-Hit des Jahres 1988, die Single wurde mit Gold ausgezeichnet. So Emotional erreichte Platz 6 der Jahrescharts 1988. Im Vereinigten Königreich erreichte die Single Platz 5 der Charts.
| ChartsChartplatzierungen       | Höchstplatzierung | Wochen |
| ------------------------------ | ----------------- | ------ |
| Schweiz (IFPI)                 | 30 (1 Wo.)        | 1      |
| Vereinigtes Königreich (OCC)   | 5 (11 Wo.)        | 11     |
| Vereinigte Staaten (Billboard) | 1 (19 Wo.)        | 19     |

## Sonstiges
1988 sang Fergie So Emotional in einer Episode von Kids Incorporated.
Das Lied wurde in der Serie Melrose Place verwendet, und zwar in der Episode The Tangled Web (Episode 2x10; Erstausstrahlung am 10. November 1993).